# Mordellistena paraepisternalis
Mordellistena paraepisternalis es una especie de coleóptero de la familia Mordellidae.

## Distribución geográfica
Habita en el paleártico: la Europa mediterránea y el Próximo Oriente.